# Prvenstvo Zadarskog nogometnog podsaveza 1959./60.
Prvenstvo Zadarskog nogometnog podsaveza za sezonu 1959./60. je osvojio "Zadar", koji je potom razigravao za prvaka Dalmatinske zone. To je bila liga 3. ranga nogometnog prvenstva Jugoslavije, a sudjelovalo je ukupno 10 klubova

## Ljestvica
| mj. | klub                        | ut.      | pob.     | ner.     | por.     | gol+     | gol-     | bod      |
| --- | --------------------------- | -------- | -------- | -------- | -------- | -------- | -------- | -------- |
| 1.  | Zadar                       | 16       | 12       | 4        | 0        | 51       | 11       | 28       |
| 2.  | Metalac Zadar               | 16       | 12       | 2        | 2        | 46       | 8        | 26       |
| 3.  | Sloboda Zadar               | 16       | 9        | 2        | 5        | 33       | 19       | 20       |
| 4.  | Omladinac Zadar             | 16       | 7        | 2        | 7        | 39       | 24       | 16       |
| 5.  | Tekstilac Zadar             | 16       | 3        | 8        | 5        | 23       | 29       | 14       |
| 6.  | Goran Zaton                 | 16       | 5        | 4        | 7        | 21       | 39       | 14       |
| 7.  | Jadran Zadar                | 16       | 5        | 2        | 9        | 17       | 33       | 12       |
| 8.  | Krila Jadrana Zemunik Donji | 16       | 3        | 3        | 10       | 17       | 34       | 9        |
| 9.  | Mladost Zemunik Donji       | 16       | 1        | 3        | 12       | 17       | 69       | 5        |
|     | Velebit Benkovac            | odustali | odustali | odustali | odustali | odustali | odustali | odustali |

## Rezultatska križaljka
| kratica | klub                        | GOR | JAD | KRJ | MET | MLA | OML | SLO | TEK | ZAD | VEL |
| --- | --------------------------- | --- | --- | --- | --- | --- | --- | --- | --- | --- | --- |
| GOR | Goran Zaton                 |     |     | 0:0 |     | 5:0 |     | 0:4 |     |     |     |
| JAD | Jadran Zadar                | 4:1 |     | 2:0 |     |     |     |     | 2:1 |     |     |
| KRJ | Krila Jadrana Zemunik Donji |     |     |     |     | 2:0 |     |     |     |     |     |
| MET | Metalac Zadar               | 3:0 | 4:0 | 4:0 |     |     | 0:0 |     | 2:0 |     |     |
| MLA | Mladost Zemunik Donji       |     | 3:0 |     | 1:6 |     | 0:6 | 2:0 |     |     |     |
| OML | Omladinac Zadar             | 2:1 | 2:1 | 2:0 |     |     |     |     | 1:2 |     |     |
| SLO | Sloboda Zadar               |     | 3:2 |     | 1:2 |     | 4:2 |     |     | 1:2 |     |
| TEK | Tekstilac Zadar             | 2:3 |     | 3:2 |     | 2:2 |     | 0:0 |     | 2:2 |     |
| ZAD | Zadar                       | 6:0 | 1:0 | 3:0 | 4:1 | 2:2 | 4:0 |     |     |     |     |
| VEL | Velebit Benkovac            |     |     |     |     |     |     |     |     |     |     |
| |                             |     |     |     |     |     |     |     |     |     |     |
| podebljan rezultat - utakmice od 1. do 9. kola (1. utakmica između klubova) rezultat normalne debljine - utakmice od 10. do 18. kola (2. utakmica između klubova) rezultat nakošen - nije vidljiv redoslijed odigravanja međusobnih utakmica iz dostupnih izvora rezultat nakošen i smanjen * - iz dostupnih izvora nije uočljiv domaćin susreta prekrižen rezultat - poništena ili brisana utakmica p - utakmica prekinuta 3:0 p.f. / 0:3 p.f. - rezultat 3:0 bez borbe |                             |     |     |     |     |     |     |     |     |     |     |

 Izvori: 